# Jegor Omieljanienko
Jegor Siergiejewicz Omieljanienko, ros. Егор Сергеевич Омельяненко (ur. 10 lipca 1993 w Chabarowsku) – rosyjski hokeista.

## Kariera
- CSKA Moskwa - juniorzy (2003-2004)
- MHK Spartak Moskwa (2005-2010)
- Sault Ste. Marie Greyhounds (2010-2011)
- Amurskie Tigry Chabarowsk (2011-2013)
- Łada Togliatti (2014)
  -  Ładja Togliatti (2014)
- Sachalinskie Akuły Jużnosachalińsk (2014)
- MMKS Podhale Nowy Targ (2014-2015)

Pochodzi z Chabarowska. Karierę juniorską rozwijał w klubach moskiewskich, w tym przez kilka lat w Spartaku Moskwa do 2010. Uczestniczył w turnieju mistrzostw świata do lat 17 w 2010. W KHL Junior Draft w 2010 został wybrany przez Atłant Mytiszczi (runda 6, numer 130). W tym samym roku został wybrany w drafcie do kanadyjskich rozgrywek CHL przez klub Sault Ste. Marie Greyhounds i w jego barwach występował w sezonie 2010/2011 w lidze OHL. W 2011 powrócił do Rosji i przez trzy niepełne sezony grał w macierzystej drużynie Amurskich Tigrów Chabarowsk w juniorskiej lidze rosyjskiej MHL. Od stycznia 2014 zawodnik Łady Togliatti, w jego ramach epizodycznie grał w lidze WHL, a ponadto występował w drużynie juniorskiej Ładja w lidze MHL. Po sezonie 2013/2014 trafił do Nowego Targu, gdzie został zawodnikiem Akademii Hokejowej. Od przełomu września i października 2014 zawodnik MMKS Podhale Nowy Targ w rozgrywkach Polskiej Hokej Ligi.

## Sukcesy
Klubowe
- Brązowy medal mistrzostw Polski: 2015 z MMKS Podhale Nowy Targ